# Saule, Pērkons, Daugava
Saule, Pērkons, Daugava (Lettisch, deutsch: Sonne, Donner, Düna) ist ein lettisches patriotisches Lied für gemischten Chor mit Begleitung.

## Text
Der achtstrophige Text ist ein Abschnitt aus der dramatischen Ballade Daugava des lettischen Dichters Rainis (1865–1929) von 1916. Es enthielt die ausdrückliche Forderung nach lettischer Souveränität. Nach der Niederlage der deutsch-russischen Bermondt-Armee im November 1919 wurde diese Ballade im Nationaltheater aufgeführt, um den ersten Jahrestag der lettischen Unabhängigkeitserklärung zu ehren.
In dem hoch symbolistischen Text kommen Saule (die Sonne), Pērkons (der Donner), Daugava (die Düna), Dievs (Gott), Velns (Teufel) und Latve (die lettische Nation) vor. Sonne und Donner sind dabei auch baltische Naturgottheiten. Es geht um die Begehrlichkeit des Landes für fremde Mächte zwischen weißer See (Ostsee) und grüner Erde. Der Schicksalsfluss Lettlands, die Düna, ist der Ort, wo sich das Wasser des Lebens, das Wasser des Todes mischt, ebenso wie in der Seele der Singenden. Er verbindet die Situation des um seine Unabhängigkeit ringenden Landes zwischen rivalisierenden Großmächten mit archaischen Mythen: dem Kampf zwischen Donner und Teufel, der Legende vom Ursprung der Düna und der Legende vom Lebenden und Toten Wasser.
Der Text endet mit der Strophe:
„Saule mūsu māte —

Daugav — sāpju aukle.

Pērkons velna spērējs

Tas mūsu tēvs.“
„Sonne, unsere Mutter —

Düna — Schmerzens-Amme

Donner, der Teufelstöter,

Das ist unser Vater.“

## Musik

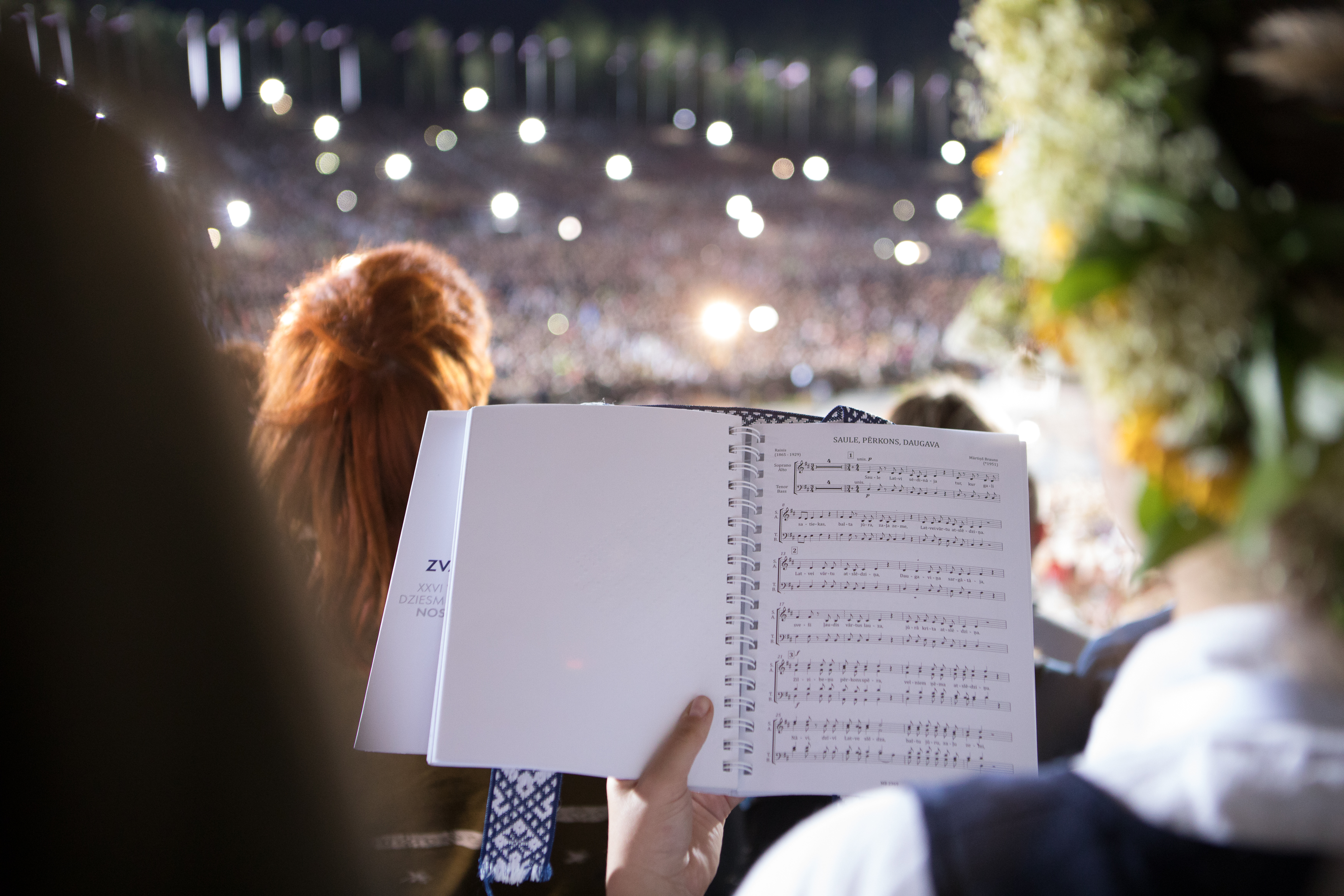
Saule, Pērkons, Daugava beim Liederfest 2018

Das Gedicht war nicht sehr verbreitet, bis 1988 der Komponist Mārtiņš Brauns den Text für eine Aufführung im Theater von Valmiera unter der Regie von Valentin Maculēvičs vertonte. Zum Hintergrund gehört, dass es die Proteste von Naturschützern gegen ein in den 1980er Jahren geplantes sowjetisches Stauwerk in der Düna bei Dünaburg waren, die die nationale Bewegung in der zweiten Hälfte der 1980er Jahre in Gang setzten.
Das Lied wurde während der Singenden Revolution und der Wiedergewinnung der staatlichen Unabhängigkeit Lettlands schnell sehr bekannt und gehört seitdem zum festen Programm der lettischen Lieder- und Tanzfeste. Als „hochgradig poetische Version des lettischen National-Mythos“ hat es inzwischen den Charakter einer inoffiziellen Nationalhymne gewonnen.

## Wandmalerei
Seit 2014 schmückt eine 800 m2 große Streetart-Wandmalerei mit dem Titel Saule, Pērkons, Daugava eine Wand am Haus Talliner Str. (Tallinas iela) 46 in Riga. Sie verbindet die Figuren des Liedes mit Motiven des Der Gürtel von Lielvārde.

## Katalanische Version
2014 wurde mit Brauns’ Erlaubnis seine Musik für das katalanische Lied Ara és l'hora (Jetzt ist die Zeit) übernommen, das durch die Katalanische Unabhängigkeitsbewegung weit verbreitet wurde. Der Text dieser Version ist keine Übersetzung des lettischen Textes, sondern beruht auf dem Gedicht Meditació última von Miquel Martí i Pol (1929–2003).